# Salanx ariakensis
Salanx ariakensis — вид корюшкоподібних риб родини Саланксові (Salangidae).

## Етимологія
Видова назва ariakensis походить від затоки Аріаке в Японії, де вперше виявлений вид.

## Поширення
Вид поширений у північно-західній частині Тихого океану: поблизу узбережжя Корейського півострова, у Жовтому і південній частині Японського морів.

## Опис
Максимальна довжина тіла - 14,7 см.